# گروه تولی
گروه تولی (انگلیسی: Thule Group) شرکت تولیدی سوئدی است، که در سال ۱۹۴۲ توسط اریک تولین تأسیس شد.